# Serra dels Plans (País Valencià)
|  | Aquest article tracta sobre la Serra dels Plans entre l'Alcoià i l'Alacantí. Vegeu-ne altres significats a «Serra dels Plans». |

La serra dels Plans és una alineació muntanyenca entre les comarques de l'Alcoià i l'Alacantí, al País Valencià. Es tracta de la perllongació pel flanc nord-oriental de la serra de la Carrasqueta. La serra per aquest sector albira els 1.329 metres sobre el nivell de la mar en el cim dels Plans. Amb la veïna serra del Rontonar conforma una unitat de relleu i s'inscriu en el conjunt del sistema bètic valencià.
La serra, rodejada pels municipis d'Alcoi pel nord i la Torre de les Maçanes i Benifallim pel sud, esdevé frontera entre els paisatges esteparis de l'Alacantí i la muntanya de l'interior més humida.